# Zygmunt Rusinek

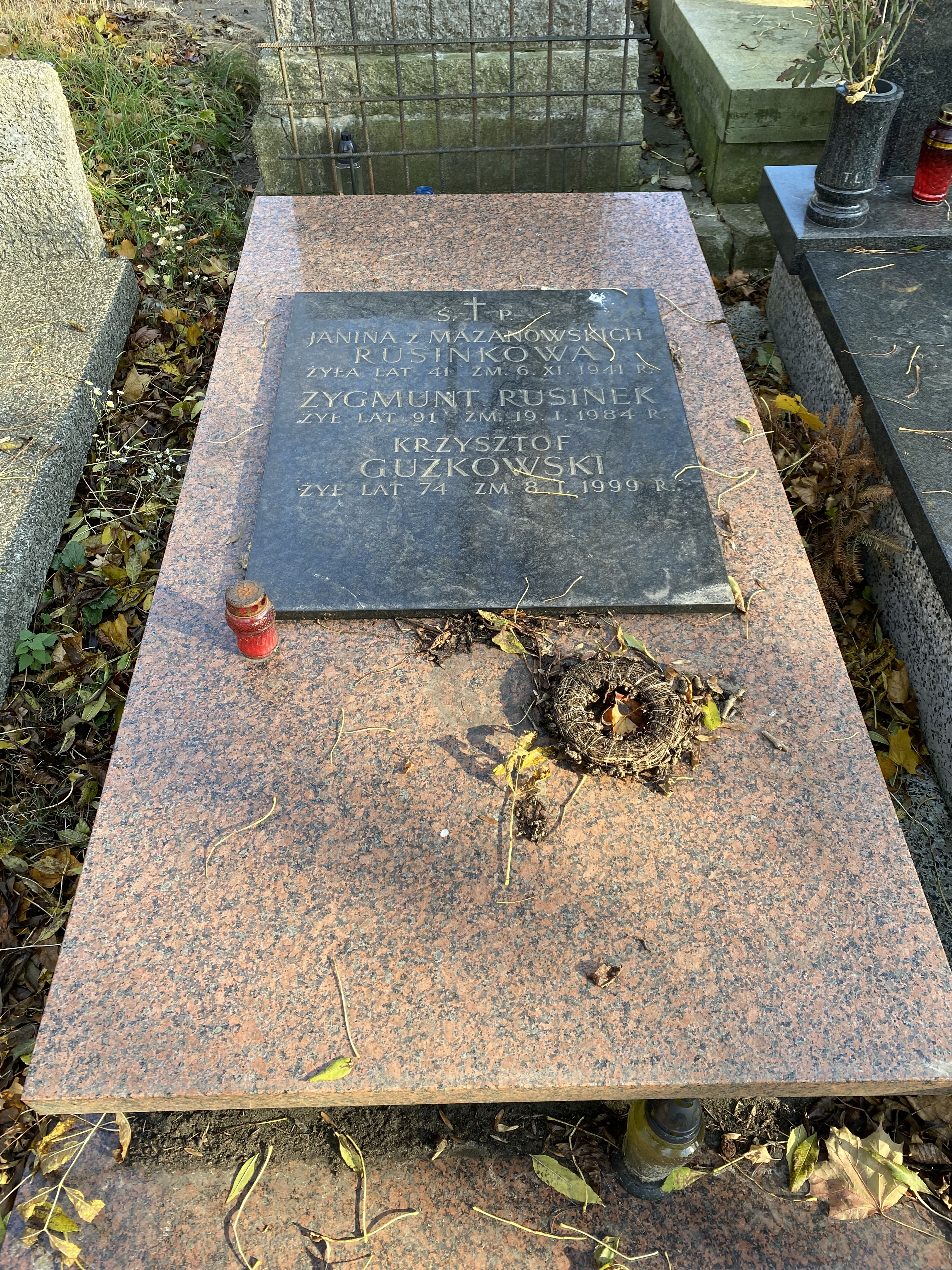
Grób Zygmunta Rusinka

Zygmunt Rusinek (ur. 16 kwietnia 1893 w Warszawie, zm. 19 stycznia 1984 tamże) – polski polityk i działacz społeczny, poseł na Sejm RP I kadencji (1922–1927), minister Rządu RP na uchodźstwie.

## Życiorys
W 1912 ukończył Gimnazjum Pawła Chrzanowskiego w Warszawie. W czasie nauki szkolnej (1909) wstąpił do Organizacji Młodzieży Narodowej Szkół Średnich i Związku Młodzieży Polskiej „Przyszłość” (PET). W 1911 szefem Sekcji Koronnej PET-u i członkiem tzw. Centralizacji (władz organizacji na trzy zabory). W 1912 rozpoczął studia filozoficzne na Uniwersytecie Jagiellońskim. Od 1914 należał do Związku Młodzieży Polskiej „Zet”, w którym należał do władz naczelnych (tzw. Centralizacji). Równocześnie należał do „Zjednoczenia” Towarzystwa Młodzieży Akademickiej i w latach 1916-1918 był jego prezesem. W 1917 ukończył studia, w czerwcu 1918 opuścił szeregi „Zet-u”.
Po odzyskaniu przez Polskę niepodległości w 1918 pracował jako w Ministerstwie Opieki Społecznej, jako naczelnik Wydziału Ochrony Pracy w Rolnictwie, został członkiem PSL „Piast”, w latach 1922-1927 był z ramienia tej partii posłem na Sejm RP. Po zakończeniu kadencji parlamentarnej został pracownikiem Ministerstwa Rolnictwa, następnie Związku Izb i Organizacji Rolniczych RP, w którym odpowiadał za sprawy zagraniczne. W czasie II wojny światowej próbował przedostać się do Wielkiej Brytanii, w 1942 został aresztowany na Węgrzech i osadzony w obozie we Flossenbürgu. 
Po II wojnie światowej pozostał na emigracji. W 1945 został prezesem Zjednoczenia Polskiego Uchodźstwa, najpierw w amerykańskiej strefie okupacyjnej, następnie w trzech strefach okupacyjnych. W latach 1946–1949 był prezesem Zjednoczenia Polskiego Uchodźstwa Wojennego. Następnie zamieszkał w Wielkiej Brytanii, został członkiem Stronnictwa Ludowego „Wolność”. 7 kwietnia 1949 został ministrem bez teki w rządzie Tomasza Tomaszewskiego, a 20 lipca 1949 objął w rządzie nowo powstałe Ministerstwo dla Spraw Obywateli Polskich na Obczyźnie. Stanowisko to pełnił także w rządach Romana Odzierzyńskiego (1950–1953) i Jerzego Hryniewskiego (1954). W 1956 wyjechał na stałe do Kanady, gdzie czynnie uczestniczył w życiu Polonii, m.in. był sekretarzem generalnym Kongresu Polonii Kanadyjskiej, od 1965 członkiem redakcji, a od 1972 redaktorem naczelnym „Głosu Polskiego”. W 1979 powrócił do Polski.
Zmarł 19 stycznia 1984 roku w Warszawie. Został pochowany na Cmentarzu Powązkowskim (136-2-3).

## Życie prywatne
Jego córką była Magdalena Grodzka-Gużkowska.